# 朝鲜驻安哥拉大使馆
朝鲜民主主义人民共和国驻安哥拉共和国大使馆设立于安哥拉罗安达，是朝鲜民主主义人民共和国驻安哥拉的外交代表机构。2023年10月下旬开始，朝鲜调整驻外使领馆设置，连续关闭多个驻外使领馆，驻安哥拉大使馆也在闭馆之列。

## 历史沿革
1975年11月16日，朝鲜与安哥拉建交。1977年，朝鲜大使馆在罗安达开馆。1998年，该大使馆一度关闭，2013年重启。
2023年10月下旬开始，朝鲜连续关闭多个驻外使领馆。10月27日，朝鲜驻安哥拉大使赵炳哲辞行拜会安哥拉总统若昂·洛伦索和外交部长泰特·安东尼奥。拜会外长安东尼奥时，赵炳哲通报了朝方的闭馆决定。涉安哥拉相关事务由朝鲜驻南非大使馆兼辖。
在此之前，朝鲜驻乌干达大使馆已决定关闭。随后，朝鲜驻西班牙、尼泊尔大使馆和驻香港总领事馆先后关闭。11月3日，朝鲜外务省发言人回应称：根据国际环境和朝鲜外交政策变化，朝鲜正在撤销和新设对外机构。驻安哥拉大使馆也成为这一波调整中第二个关闭的使领馆。

## 历任馆长
- 金贤一[a]（朝鲜语：／ Kim Hyon Il）：2013年10月-2018年8月，大使[8][9]
- 赵炳哲[b]（朝鲜语：／ Jo Pyong Chol）：2018年10月-2023年10月，大使[10][11][2]